# Orebice horská
Orebice horská (Alectoris graeca) je hrabavý pták, pocházející z jihovýchodní části Evropy.

## Popis
Je to zavalitý pták vzhledem připomínající koroptev, dosahující délky těla okolo 35 cm a rozpětí křídel okolo 50 cm, váží 500–800 gramů (kohouti jsou zpravidla o něco větší). Peří má zbarvené převážně břidlicově šedě, na křídlech jsou příčné černobílé pruhy, břicho a ocas jsou rezavě hnědé. Spodní část hlavy a krku má orebice horská čistě bílé, ohraničené silným černým pruhem. Zobák, nohy a lem oka jsou jasně červené.

## Způsob života
Obývá prosluněné kamenité stráně, v Alpách bývá zastižena i v nadmořské výšce přes 3000 metrů, na zimu se stahuje do nižších poloh. Živí se travinami, zrním, bobulemi, hmyzem a kroužkovci. Žije v hejnech, na počátku jara se rozděluje do párů, které obsazují teritoria, jejichž hranice samci vymezují potyčkami i hlasitým voláním, vyluzovaným převážně v ranních hodinách. V dubnu až červnu klade slepice osm až patnáct vajec. Zvláštností je, že snůšku mnohdy rozděluje do dvou hnízd, na jednom sedí samička a na druhém sameček, každý pak samostatně vodí mláďata, která vyseděl. Inkubace vejce trvá tři až čtyři týdny, kuřata jsou schopna létat už týden po vylíhnutí.

## Rozšíření
Rozlišují se následující geografické poddruhy:
- A. g. graeca (Meisner, 1804) – východní část Balkánu, Malá Asie
- A. g. saxatilis (Bechstein, 1805) – západní část Balkánu, Alpy
- A. g. whitakeri (Schiebel, 1934) – Sicílie
- A. g. orlandoi (Priolo, 1984) – Apeninský poloostrov (status samostatného poddruhu je sporný)

Přesný rozsah rozšíření je těžké určit, protože orebice horská na hranicích areálu často vytváří mezidruhové hybridy s blízce příbuznou orebicí čukar a orebicí rudou.
Jako lovná zvěř bývá orebice horská introdukována mimo hranice přirozeného rozšíření. Již od poloviny 19. století se podnikaly pokusy s jejím uvedením na české území. Ve zdejších klimatických podmínkách se však nedokáže rozmnožovat, mláďata proto musejí být odchovávána ve voliérách.